# Metzgeria nicomariei
Metzgeria nicomariei là một loài Rêu trong họ Metzgeriaceae. Loài này được Veltman & Potgieter mô tả khoa học đầu tiên năm 2000.